# Граф Эрн
Граф Эрн из Кром Касла в графстве Фермана (англ. Earl Erne) — наследственный титул в системе Пэрства Ирландии.

## История
Титул графа Эрна был создан 19 августа 1789 года для Джона Крейтона, 2-го барона Эрна (1731—1828), который раньше представлял Лиффорд в Ирландской палате общин (1761—1773). В 1781 году для него был создан титул виконта Эрна из Кром Касла в графстве Фермана (пэрство Ирландии), с 1800 по 1828 год он заседал в качестве избранного ирландского пэра-представителя в Британской палате лордов.
Титул барона Эрна из Кром Касла в графстве Фермана (пэрство Ирландии) был создан в 1768 году для Авраама Крейтона (1703—1772), отца Джона. В 1828 году Джону Крейтону наследовал его старший сын, Авраам Крейтон, 2-й граф Эрн (1765—1842). Его преемником стал племянник, Джон Крейтон, 3-й граф Эрн (1802—1885). Он был одним из ирландских пэров-представителей в Палате лордов Великобритании (1845—1885), а также служил лордом-лейтенантом графства Фермана (1840—1885). В 1876 году для него был создан титул барона Фермана из Лиснаски в графстве Фермана (пэрство Соединённого королевства). Это титул давал ему и его потомкам право заседать в Палате лордов Великобритании. Впервые титул баронессы Фермана (пэрство Ирландии) был создан 13 июня 1792 года для Мэри Верней и угас после ей смерти 15 ноября 1810 года.
Лорд Эрн изменил написание своей фамилии с «Крейтон» на «Крайтон». Ему наследовал в 1885 году его сын, Джон Генри Крайтон, 4-й граф Эрн (1839—1914). Он был консервативным политиком и служил Лордом казначейства в правительстве Бенджамина Дизраэли, Как и его отец, он также занимал должность лорд-лейтенанта графства Фермана (1885—1914). Его внук, Джон Генри Джордж Крайтон, 5-й граф Эрн (1907—1940), занимал пост Лорда-в-ожидании в правительствах Стэнли Болдуина и Невилла Чемберлена (1836—1839). Лорд Эрн погиб во время Второй мировой войны.
По состоянию на 2025 год, обладателем графского титула является его внук Джон Генри Ниниан Майкл Крайтон, 7-й граф Эрн (род. 1971) — единственный сын Генри Крайтона, 6-го графа (1937—2015), известного как «Гарри Эрн», который наследовал отцу в 2015 году. 6-й граф Эрн занимал пост лорда-лейтенанта графства Фермана с 1986 по 2012 год.
3-й граф Эрн известен тем что у него работал управляющим Чарльз Бойкот (1832—1897), чьё грубое и несправедливое отношение с работниками сельского хозяйства в имении лорда Эрна в графстве Мейо вызвало появление термина «Бойкот».
Титул учтивости наследника графа — «Виконт Крайтон».
Фамильная резиденция графов Эрн — Кром Касл, рядом с Ньютауном-Батлером в графстве Фермана (Северная Ирландия).

## Бароны Эрн (1768)
- 1768—1772: Авраам Крейтон, 1-й барон Эрн (ок. 1700 — 10 июня 1772), сын генерал-майора дэвида Крейтона (ум. 1728);
- 1772—1828: Джон Крейтон, 2-й барон Эрн (1731—1828), старший сын предыдущего, виконт Эрн с 1781 года и граф Эрн с 1789 года.

## Графы Эрн (1789)
- 1789—1828: Джон Крейтон, 1-й граф Эрн (1731 — 15 сентября 1828), старший сын 1-го барона Крейтона;
- 1828—1842: Авраам Крейтон, 2-й граф Эрн (10 мая 1765 — 10 июня 1842), старший сын предыдущего;
- 1842—1885: Джон Крайтон, 3-й граф Эрн (30 июля 1802 — 3 октября 1885), старший сын подполковника Джона Крейтона (1772—1833) и внук 1-го графа Эрна;
- 1885—1914: Джон Крайтон, 4-й граф Эрн (16 октября 1839 — 2 декабря 1914), старший сын предыдущего;
- 1914—1940: Джон Генри Джордж Крайтон, 5-й граф Эрн (22 ноября 1907 — 23 мая 1940), второй сын подполковника Джона Уильяма Крайтона, виконта Крайтона (1872—1914), внук предыдущего;
- 1940—2015: Генри Джордж Виктор Джон Крейтон, 6-й граф Эрн (9 июля 1937 — 23 декабря 2015), единственный сын предыдущего;
- 2015 — настоящее время: Джон Генри Ниниан Майкл Крайтон, 7-й граф Эрн (род. 19 июня 1971), единственный сын предыдущего.